# اتفاق السلم والمصالحة (مالي)
اتفاق السلم والمصالحة هي اتفاقية تمت بين مالي والجماعات السياسية والعسكرية المالية، توسطت وأشرفت فيها الحكومة الجزائرية وهي نتائج مفاوضات طويلة وقعت بمدينة الجزائر العاصمة في 1 مارس 2015.
وتمثلت الأطراف الموقعة هي كل من حكومة مالي المركزية والحركة العربية للأزواد، التنسيقية من أجل شعب الأزواد، تنسيقية الحركات والجبهات القومية للمقاومة، الحركة الوطنية لتحرير الأزواد، المجلس الأعلى لتوحيد الأزواد، والحركة العربية للأزواد (منشقة)، وحضر مراسم التوقيع ممثل الولايات المتحدة الأمريكية وفرنسا.

## البنود
ولقد تضمنت الإتفاقية عدة بنود منها:
- احترام الوحدة الوطنية.
- إلغاء العنف.
- احترام حقوق الإنسان.
- تعزيز سيادة القانون.
- تمثيل لجميع مكونات الشعب المالي في المؤسسات.
- إعادة تنظيم القوات المسلحة والأمن.
- إلتزام الأطراف بمكافحة الإرهاب.
- تسهيل عودة وإدماج اللاجئيين

## الانسحاب من الاتفاقية
في يوم 25 يناير 2024 أعلنت الحكومة المالية انسحابها من الاتفاقية متهمة الجزائر بالتدخل في الشؤون الداخلية لمالي ودعم الحركات الارهابية والانفصالية في الساحل.

## روابط خارجية
- نص الإتفاقية كاملا - باللغة العربية